# Klooster Maria Magdalena in Bethanië

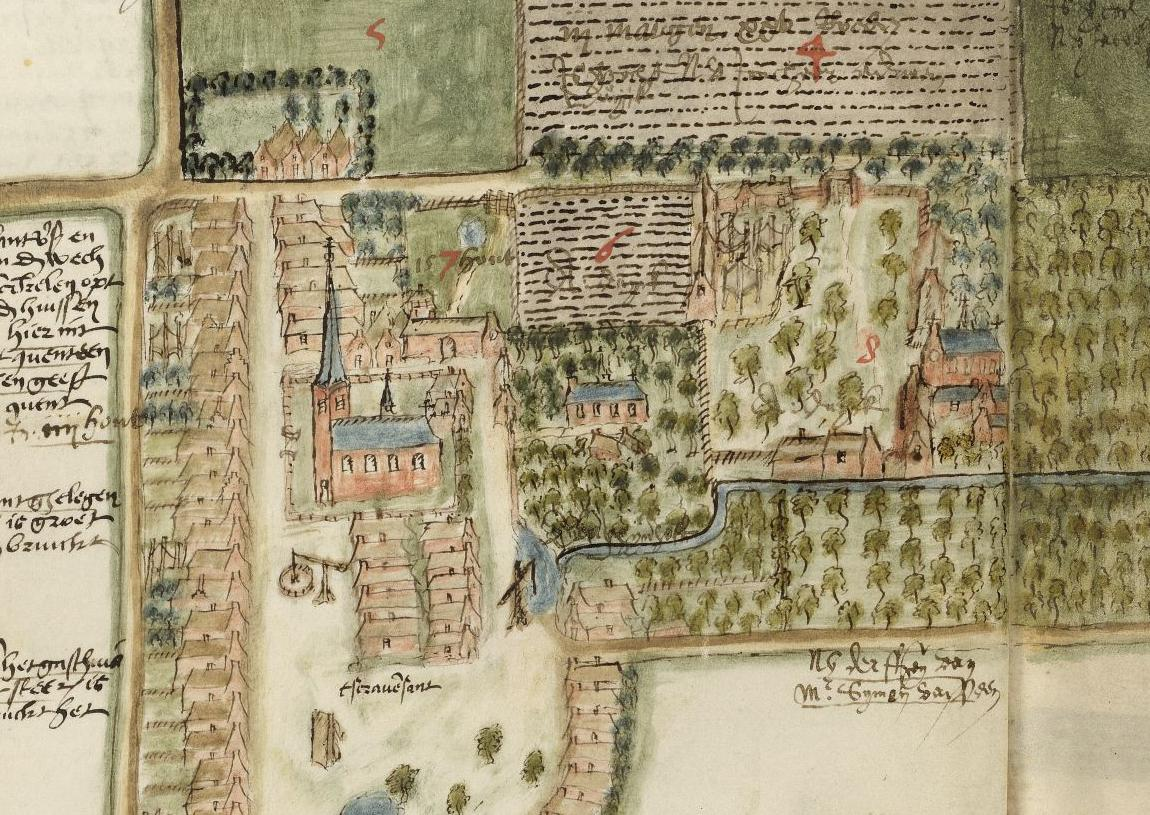
Rechts van de stad het klooster, links de Dorpskerk en daartussen het gasthuis.

Het klooster Maria Magdalena in Bethanië was van 1266 tot 1582 een klooster in de orde van de Reguliere Kanunniken van St. Augustinus te 's-Gravenzande, Nederland. 

## Stichting
Voor de stichting van het klooster was er door de graaf van Holland een gasthuis ingericht in 's-Gravenzande. In dat gasthuis, bedoeld voor zwervers, werd maximaal een dag onderdak geboden, bij storm twee dagen, waarna de gasten weer weg moesten. Mensen die in het gasthuis ziek werden, werden geëvacueerd naar Delft of Den Haag. De leiding van het gasthuis, die ook de financiën beheerde, bestond uit twee gasthuismeesters. Zij zouden hun taak aan het begin van de vijftiende eeuw niet goed hebben uitgevoerd door gelden voor andere doeleinden te gebruiken. Daarop gingen de regulieren van Sint Hieronymusdal te Delft naar de ruwaard Filips de Goede met de vraag om de taak te mogen overnemen door in 's-Gravenzande een klooster te stichten en de daarvoor benodigde financiën te ontvangen. 
Op 24 april 1427 keurde Filips de aanvraag goed, met als voorwaarde dat zij de acht beschikbare bedden van het gasthuis in stand zouden houden. Op 3 december 1427 werd het gasthuis door de bisschop van Utrecht, Zweder van Culemborg, verheven tot klooster van de orde van Reguliere Kanunniken van St. Augustinus. Het stadsbestuur nam geen genoegen met de goedkeuring door Filips en wendde zich in augustus tot de landvorstin Jacoba van Beieren. Hoewel het stadsbestuur in november dat jaar de overdracht alsnog goedkeurde, keurde Jacoba de overdracht pas in februari 1433 officieel goed.

## Tussentijd
In 1428 is er geprobeerd om het nabijgelegen Begijnhof te betrekken bij het klooster, maar dit mislukte. Het klooster maakte zich in 1437 los van de parochie waardoor zij een eigen kerk en begraafplaats mochten inrichten. 

## Einde
Door het ontvolken van het klooster kreeg het moeilijkheden, ondanks de inkomsten uit de landerijen van 1500 carolusguldens per jaar. Omstreeks 1560 werd er verzocht aan de koning of het klooster geseculariseerd kon worden en of men mocht verhuizen. Bij de Hervorming waren de broeders vertrokken naar Delft, maar waren nog tot 1572 actief met gelden te innen in 's-Gravenzande tot ongenoegen van de stad, die zich beklaagde bij de prins. Uiteindelijk werden de goederen van het klooster in beslag genomen door de Staten-Generaal. Het gasthuis werd tot 1806 door de stad onderhouden, waarna het werd afgebroken. De kloostergebouwen, in 1575 nog aanwezig, werden later afgebroken om plaats te maken voor de buitenplaats Vreeburg. 

## Locatie
Het klooster lag buiten de bebouwde kom achter de Dorpskerk. Het gasthuis lag tussen het klooster en de kerk op een terrein van 4½ morgen. 

## Kaartboek van de landerijen, toebehorende aan het klooster
In 1566 werd in opdracht van de prior van het klooster aan Coenraet Oelensz., landmeter van Delfland, opdracht gegeven om een kaartboek te maken van de landerijen die toebehoorden aan het klooster. Het boek bevat 29 kaarten op perkament, gebonden in een bruin lederen geperste renaissanceband. Plaatsen die getekend zijn, zijn: 's-Gravenzande, Monster, Loosduinen, Poeldijk, De Lier, Maasland, Rijswijk, Heenvliet en Nieuwe-Tonge. Hierin staan de kerken van 's-Gravenzande (met bagijnhof, gasthuis en klooster), Monster, Loosduinen, Poeldijk, De Lier en Nieuwe Tonge ook getekend.

### Pagina's

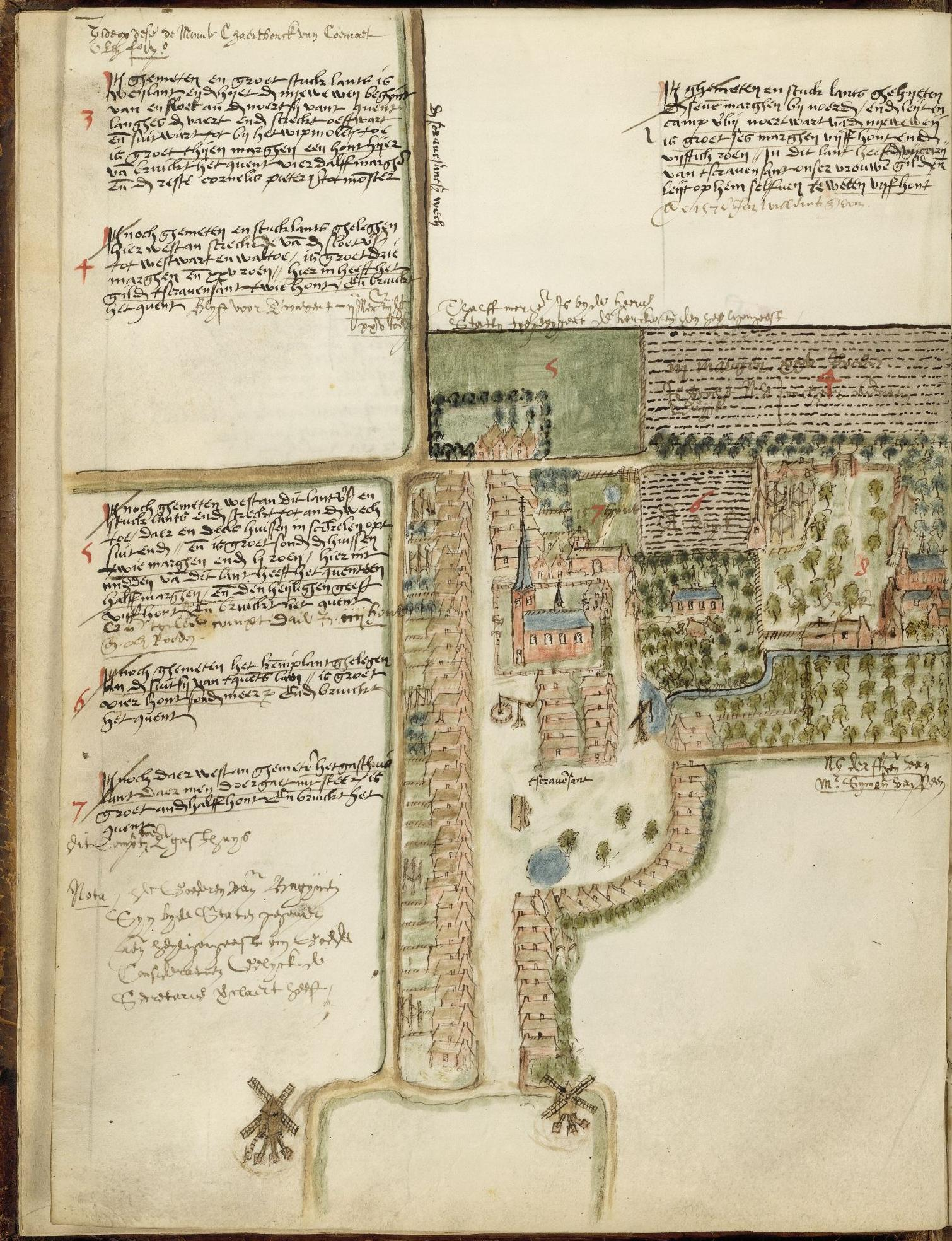
's-Gravenzande
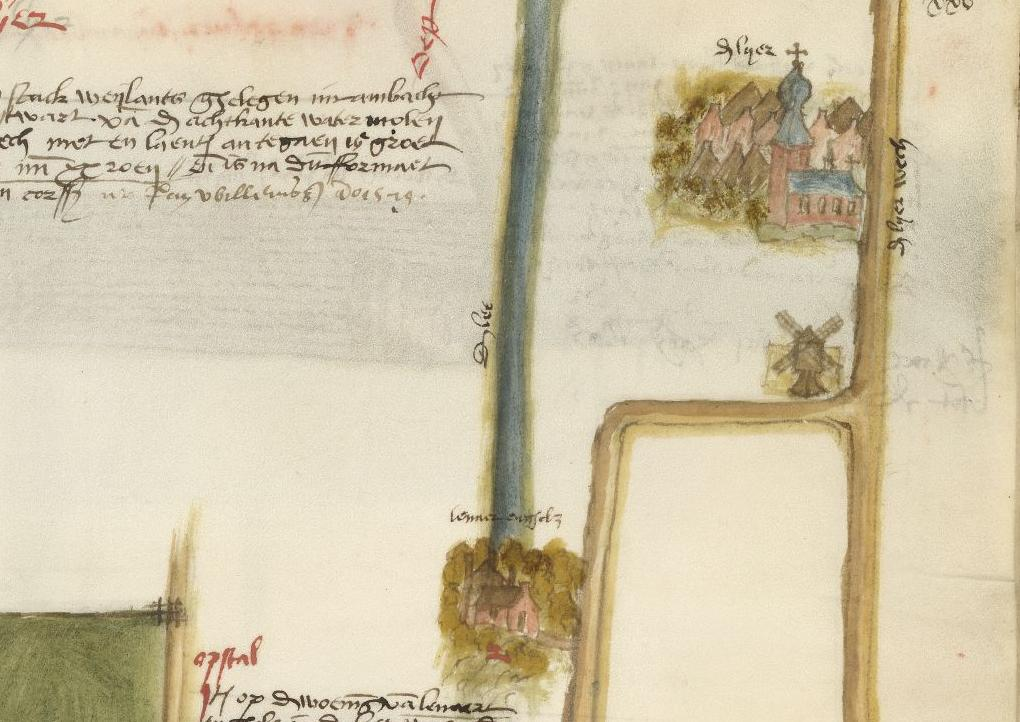
De Lier

## Bron
- Nummer Toegang: 3.18.16, Inventaris van het archief van het klooster Maria Magdalena in Bethanië te 's-Gravenzande  Nationaal Archief, Den Haag (c) 1920, geraadpleegd op 20 maart 2010